# Röchling Automotive
Röchling Automotive este o companie germană specializată în fabricarea de mase plastice.
În anul 2009, cele două divizii ale grupului Rochling, High Performance Plastics și Automotive Plastics, aveau 5.400 angajați și operau afaceri de peste un miliard de euro în 20 de țări.

## Röchling Automotive în România
Compania deține o fabrică în Oarja în județul Argeș.